# Protéine de soja
 (janvier 2017).
Si vous disposez d'ouvrages ou d'articles de référence ou si vous connaissez des sites web de qualité traitant du thème abordé ici, merci de compléter l'article en donnant les références utiles à sa vérifiabilité et en les liant à la section « Notes et références ».

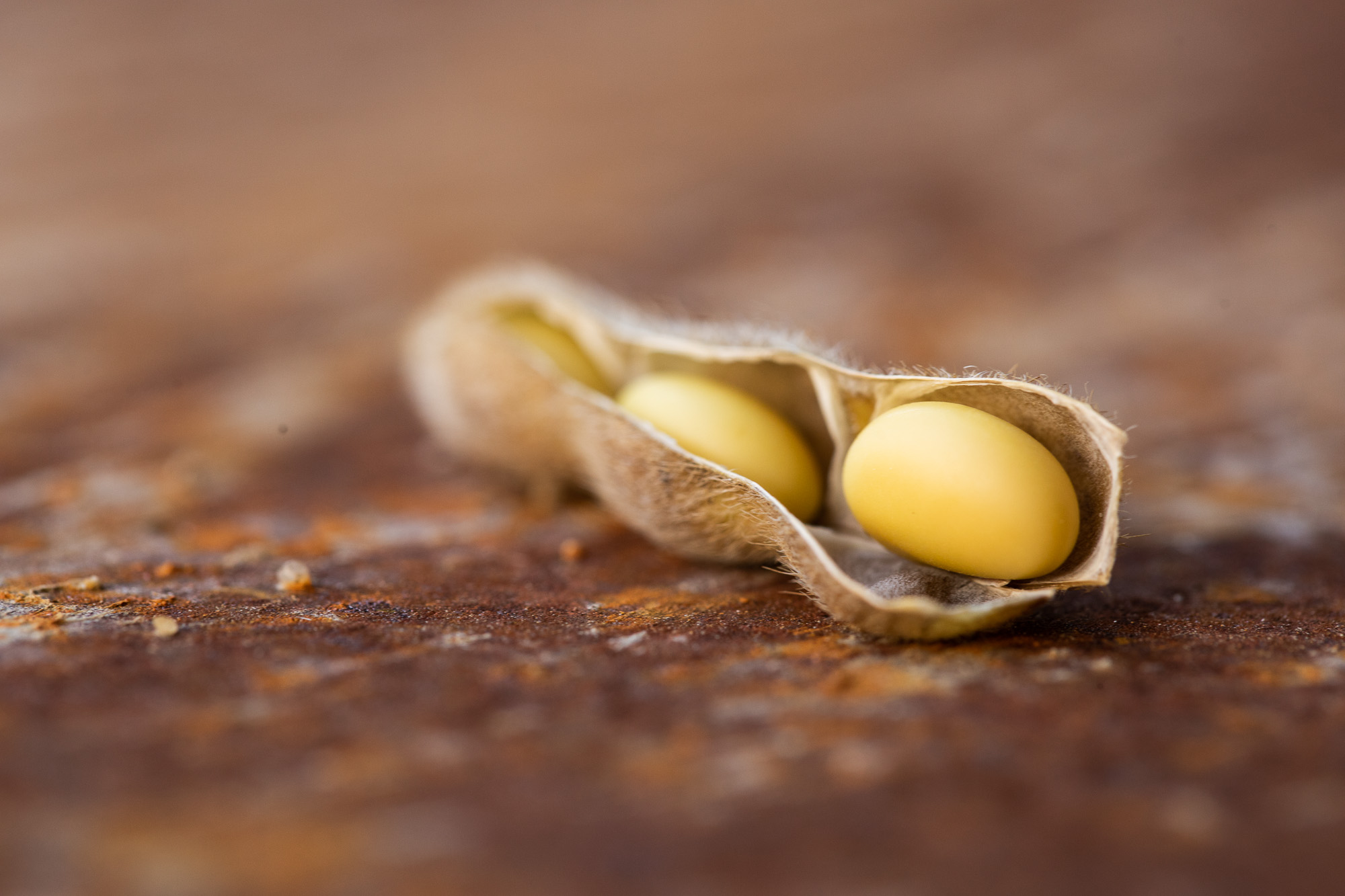
Le soja, la plante de laquelle est extrait la protéine de soja.

Les protéines de soja sont considérées comme la source la moins coûteuse de protéines de haute qualité nutritionnelle et sont donc les protéines végétales prédominantes disponibles dans le monde (Isobe et al, 2004)[Quoi ?].
Les aliments fabriqués à partir de protéines de soja sont très populaires et traditionnels dans les pays asiatiques.
La FDA a autorisé la revendication de santé de protéine de soja le 26 octobre 1999 en déclarant que 25 g de protéine de soja par jour peuvent réduire le risque de maladie cardiaque.
L'ultracentrifugation sur les protéines de soja a révélé qu'elles contiennent quatre fractions (voir au-dessous), avec des constantes de sédimentation d'environ 2, 7 et 11 S. Parmi eux, le composant 7S est très rapidement dénaturé. Les proportions relatives de ces composants dépendent de la variété du soja et de la méthode d'extraction (Roberts et Briggs, 1963)[Quoi ?].
- Fraction 2S : 8-22 g / 100 g
- Fraction 7S (β-Conglycinine) : 35 g / 100 g
- Fraction 11S (Glycinine): 31 à 52 g / 100 g.